# Lago Walden
Il lago Walden è un piccolo specchio d'acqua di circa 26 ettari situato nel comune di Concord (contea di Middlesex), nella parte orientale dello stato USA del Massachusetts. Sorge appena a sud del villaggio di Concord nella Walden Pond State Reservation (123 ettari). Il lago venne immortalato da Henry David Thoreau, che si ritirò qui (1845-47) dalla società prima di scrivere Walden ovvero Vita nei boschi. In «Dove vivevo e perché», secondo capitolo del libro, Thoreau scrisse:
Il punto lungo la sponda settentrionale dove sorgeva la casetta di Thoreau è segnalato con un tumulo e nove cumuli di pietre indicano dove erano le pareti. Coloro che hanno visitato il sito, tra cui Walt Whitman, hanno reso omaggio a Thoreau deponendo pietre sul tumulo.